# Танаку (комуна)
Танаку (рум. Tanacu) — комуна у повіті Васлуй в Румунії. До складу комуни входять такі села (дані про населення за 2002 рік):
- Бенешть (398 осіб)
- Танаку (1937 осіб) — адміністративний центр комуни

Комуна розташована на відстані 282 км на північний схід від Бухареста, 8 км на північний схід від Васлуя, 55 км на південь від Ясс, 140 км на північ від Галаца.

## Населення
За даними перепису населення 2002 року у комуні проживали 6014 осіб, усі — румуни. Усі жителі комуни рідною мовою назвали румунську.
Склад населення комуни за віросповіданням:
| Релігія       | Кількість осіб | Відсоток |
| ------------- | -------------- | -------- |
| православні   | 5994           | 99,7%    |
| римо-католики | 6              | 0,1%     |
| адвентисти    | 5              | 0,1%     |
| п'ятдесятники | 1              | < 0,1%   |
| баптисти      | 1              | < 0,1%   |